# Бар ле Регилије
Бар ле Регилије (фр. Bard-le-Régulier) насеље је и општина у источном делу централне Француске у региону Бургундија-Франш-Конте, у департману Златна обала која припада префектури Бон.
По подацима из 2011. године у општини је живело 72 становника, а густина насељености је износила 7,91 становника/km². Општина се простире на површини од 9,1 km². Налази се на средњој надморској висини од 450 метара (максималној 550 m, а минималној 394 m).

## Демографија
| 1962. | 1968. | 1975. | 1982. | 1990. | 1999. | 2011. |
| ----- | ----- | ----- | ----- | ----- | ----- | ----- |
| 140   | 142   | 120   | 105   | 90    | 75    | 72    |

График промене броја становника у току последњих година